# 山茴香属
山茴香属（学名：Carlesia）是伞形科下的一个属，为矮小、多年生草本植物。该属仅有山茴香（Carlesia sinensis）一种，分布于中国山东及东北部。